# Kenchapura, Tarikere
Kenchapura là một làng thuộc tehsil Tarikere, huyện Chikmagalur, bang Karnataka, Ấn Độ.